# 片上公人
片上 公人（かたかみ こうじん、1939年〈昭和14年〉6月28日 - 2010年〈平成22年〉）は、日本の政治家。参議院議員（2期）。キャッチコピーは『地球人・未来人・片上公人』

## 来歴
神戸市出身。神戸大学経済学部卒業。神戸市職員、創価学会の地元役員、聖教新聞記者などを経て1986年の第14回参議院議員通常選挙に兵庫県選挙区より公明党公認で出馬し、当選。1992年の選挙で再選を果たす。
1995年秋、女性秘書に対するセクハラで告訴される。1995年11月16日には自民党、日本社会党、新党さきがけ、日本共産党の全女性議員22人が事実関係の調査と片上議員の議員辞職を求める超党派の声明を出した。22日には、自民党の石井道子、南野知惠子、社会党の千葉景子、日下部禧代子、大脇雅子、栗原君子、さきがけの堂本暁子、共産党の吉川春子、阿部幸代が参院議長に対して「多くの女性の憤りや疑問に答えるためにも速やかな事実の解明を求める」との申し入れ書を手渡した。
片上は「事実無根」と主張していたが、本会議で片上が壇上に立つと平成会を除く各党の女性議員25人のうち11人が抗議のために一斉退席するなど国会内でも波紋を拡げた。記者会見した石井道子は「片上氏はセクハラ疑惑で裁判が係争中で平成会の調査も不十分であり本会議の質問に立ったのは納得できない。」などと語った。
1997年12月24日、一審の東京地裁は片上敗訴の判決を下した。この判決では女性側の主張通りの事実を認定した。それによると、1995年2月20日原告が洗い物をしていると片上がいきなり抱きついてきて唇や頬をなめ回され、胸や肩を噛まれ、スカートの下に手を入れるなどされたという。25日には、公明代表の藤井富雄が片上に離党の意向があることを明らかにした上で、「離党しなければ離党勧告や除名を行う。」と述べた。翌26日、片上は離党し、翌年の選挙の出馬を断念した。
1998年8月25日、二審の東京高裁は一審判決を支持し、片上側の控訴を棄却した。判決によると原告女性は参議院会館の事務所で当時現職であった被告から抱きつかれ、乳房や肩を噛まれるなどの行為を受けた。
1999年2月9日に最高裁判所で上告が棄却され、片上側の敗訴が確定した。
2004年、「自民、公明を中心に政治が右傾化していく流れに一石を投じたい。」と第20回参議院議員通常選挙に兵庫県選挙区から無所属で出馬するが、44345票を集めたのみで定数2議席に出馬した6人中最下位に終わった。
2010年、死去。